# Corybas karoensis
Corybas karoensis là một loài thực vật có hoa trong họ Lan. Loài này được J.B.Comber & J.Dransf. mô tả khoa học đầu tiên năm 1995.